# Eknomoliparis chirichignoae
Eknomoliparis chirichignoae és una espècie de peix pertanyent a la família dels lipàrids i l'única del gènere Eknomoliparis.

## Hàbitat
És un peix marí i batidemersal que viu entre 730 i 920 m de fondària.

## Distribució geogràfica
Es troba al Pacífic sud-oriental: Xile.

## Observacions
És inofensiu per als humans.